# Dicranum novaustrinum
Dicranum novaustrinum là một loài rêu trong họ Dicranaceae. Loài này được Margad. mô tả khoa học đầu tiên năm 1972.